# Liste des drapeaux britanniques

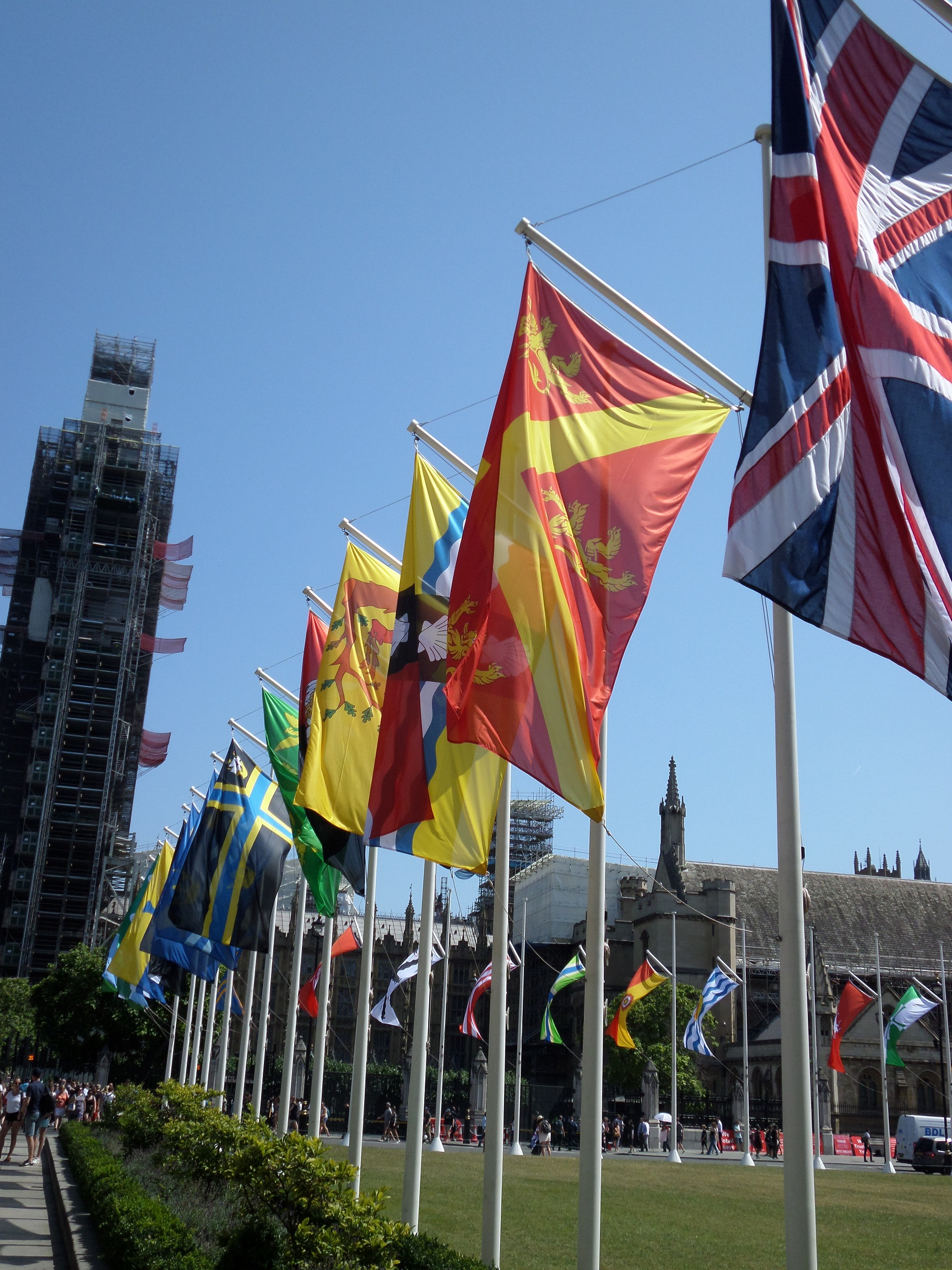
Le drapeau national et des drapeaux des comtés britanniques en Parliament Square, 2019

Ceci est une liste de drapeaux qui sont, ou ont été, utilisés par le Royaume-Uni et les territoires qui y sont associés.

## Drapeaux nationaux actuels

### Angleterre, Écosse et pays de Galles
Drapeaux nationaux et régionaux du Royaume-Uni 
| Drapeau | Date      | Utilisation                                                                                         | Description | Statut                                                                                     |
| ------- | --------- | --------------------------------------------------------------------------------------------------- | --- | ------------------------------------------------------------------------------------------ |
|         | 1801      | L'Union Flag, connu familièrement sous le nom d'Union Jack, utilisé comme le drapeau du Royaume-Uni | Superposition des drapeaux d'Angleterre et d'Écosse avec la croix de saint Patrick (Saint Patrick's saltire), qui est une croix de saint André rouge (représentant l'Irlande) | Drapeau du Royaume-Uni utilisé par le gouvernement.                                        |
|         | vers 900  | Drapeau de l'Écosse, aussi appelé croix de saint André, ou aussi le Saltire                         | Une croix de saint André blanche sur un fond bleu | Drapeau national utilisé par le Parlement écossais et les services gouvernementaux locaux. |
|         | vers 1300 | Drapeau d'Angleterre, aussi appelé croix de saint Georges (St George's Cross)                       | Une croix rouge sur un fond blanc | Drapeau de facto utilisé, jusqu'à la Dévolution, principalement par l'Église d'Angleterre. |
|         | 1959      | Drapeau du pays de Galles, aussi appelé le Dragon Rouge ou Y Ddraig Goch                            | Un dragon rouge sur un fond vert et blanc | Drapeau de facto utilisé par l'Assemblée galloise et les agences gouvernementales locales. |

### Irlande du Nord
| Drapeau | Date | Utilisation | Description | Statut |
| ------- | ---- | --- | --- | ------ |
|         |      | L'Irlande du Nord ne possède pas actuellement de drapeau national en tant que tel, autre que l'Union Jack. L'ancienne bannière, celle du Gouvernement de l'Irlande du Nord (Government of Northern Ireland), l'Ulster Banner, est toujours utilisée par des organisations sportives internationales, telles que la FIFA, l'UEFA , et à l'occasion des Jeux du Commonwealth et il peut également être vu dans la section Drapeaux historiques ci-dessous. | Une croix rouge sur un fond blanc avec une main rouge, sur une étoile à six branches et couronnée, la loi de 1973, Northern Ireland Constitution Act qui a dissous le Parlement d'Irlande du Nord. Il n'est pas reconnu par le gouvernement britannique ni par l'Assemblée d'Irlande du Nord. |        |

## Pavillons
| Drapeau | Date   | Utilisation | Description |
| ------- | ------ | --- | --- |
|         | 1801 – | Le Blue Ensign, utilisée par certaines organisations ou certains territoires associés.                                                              | Fond bleu, avec l'Union Flag dans le canton.                                                                   |
|         | 1801 – | Le Red Ensign, utilisée par la Marine marchande | Fond rouge, avec l'Union Flag dans le canton.                                                                  |
|         | 1801 – | Le White Ensign, utilisée par les navires dont le nom est précédé par le préfixe HMS (Her Majesty's Ship), et le Yacht Royal - Royal Yacht Squadron | Une croix rouge sur un fond blanc avec l'Union Flag dans le canton.                                            |
|         | 1931 – | Le British Civil Air Ensign, utilisée sur les avions et bâtiments aéronautiques civils.                                                             | Une croix de saint Georges bleu foncé bordée de blanc sur un fond gris-bleu, avec l'Union Flag dans le canton. |
|         | 1921 – | Pavillon de l'Armée de l'Air - Royal Air Force Ensign                                                                                               | Fond 'gris-bleu Royal Air Force' avec une cocarde de la Royal Air Force avec l'Union Flag dans le canton.      |
|         |        | Civil Jack | Un Union Flag avec une bordure blanche.                                                                        |

## Étendards royaux

### Roi Charles III
| Drapeau | Date      | Utilisation                                                                                      | Description |
| ------- | --------- | ------------------------------------------------------------------------------------------------ | --- |
|         | 1837      | Étendard royal - Royal Standard, tel qu'il est utilisé en Angleterre, Galles et Irlande du Nord. | Une bannière aux armes du roi, les Armoiries royales du Royaume-Uni |
|         | vers 1930 | Étendard royal tel qu'il est utilisé en Écosse                                                   | Une bannière aux armes du roi, the Royal Arms in Scotland |
|         | 1323      | Étendard royal d’Écosse                                                                          | Un lion rampant dans une double tresse de fleurs-de-lys rouge, sur un fond jaune. La description héraldique est : D'or, au lion de gueules, au double trescheur fleuronné et contre-fleuronné du même |

### Étendards du prince de Galles
| Drapeau | Date   | Utilisation                                                                | Description |
| ------- | ------ | -------------------------------------------------------------------------- | --- |
|         |        | Étendard du prince de Galles, utilisé en Angleterre et en Irlande du Nord. | Une bannière aux armes du prince de Galles, les armoiries du Royaume-Uni avec un écusson représentant les armes royales du pays de Galles. |
|         |        | Étendard du prince de Galles en tant que duc de Cornouailles               | 15 besants d'or sur fond noir. |
|         |        | Étendard du prince de Galles en tant que duc de Rothesay                   | Bannière aux armes du duc, les 1er et 4e quarts pour le titre de Great Steward of Scotland, les 2e et 4e pour le titre de seigneur des Îles - lord des Îles. Au centre se trouve un écusson qui représente les armes de l'héritier du roi d'Écosse. |
|         | 1962 - | Étendard du prince de Galles, utilisé au pays de Galles                    | Une bannière représentant les armes de la principauté de Galles - badge royal du pays de Galles, avec la couronne du prince de Galles au centre. |

### Autres membres de la famille royale
| Drapeau | Date | Utilisation                                                     | Descriptio |
| ------- | ---- | --------------------------------------------------------------- | --- |
|         | 2002 | Étendard de SAR le prince Henry, duc de Sussex                  | Une bannière aux armes du duc, les armoiries royales du Royaume-Uni avec un lambel blanc à cinq pendants, sur le premier, le troisième et le cinquième se trouvent une coquille Saint-Jacques rouge en référence aux armes de la princesse Diana. |
|         | 1978 | Étendard de SAR le prince Andrew, duc d'York -                  | Bannière aux armes du duc, les armoiries royales du Royaume-Uni avec un lambel blanc, avec trois pendants, sur celui du centre se trouve une ancre bleue.                                                                                         |
|         |      | Étendard de SAR la princesse Béatrice d'York                    | Une bannière aux armes de la princesse, les armoiries royales du Royaume-Uni avec un lambel blanc à cinq pendants avec trois abeilles au premier, troisième et cinquième pendant.                                                                 |
|         |      | Étendard de SAR le prince Edward, comte de Wessex               | Bannière aux armes du comte, les armoiries royales du Royaume-Uni avec un lambel blanc à trois pendants, sur celui du centre se trouve une rose Tudor.                                                                                            |
|         |      | Étendard de SAR la princesse royale Anne                        | Bannière aux armes de la princesse, les armoiries royales du Royaume-Uni avec un lambel blanc à trois pendants, sur le 1er et le 3e se trouve une croix rouge, et sur celui du centre un cœur rouge.                                              |
|         |      | Étendard de SAR le prince Richard, duc de Gloucester            | Bannière aux armes du prince, les armoiries royales du Royaume-Uni avec un lambel blanc à cinq pendants, sur 1er, 3e et 5e se trouve une croix rouge, sur le 2e et 4e un lion rouge.                                                              |
|         |      | Étendard de SAR le prince Edward, duc de Kent                   | Bannière aux armes du Prince, les armoiries royales du Royaume-Uni avec un lambel blanc à cinq pendants, sur le 1er, 3e et 5e se trouve une ancre bleue, sur le 2e et le 4e une croix rouge.                                                      |
|         |      | Étendard de SAR le prince Michael de Kent                       | Bannière aux armes du prince, les armoiries royales du Royaume-Uni avec un lambel blanc à cinq pendants, sur le 1er, 3e et 5e se trouve une croix rouge, sur le 2e et 4e une ancre bleue.                                                         |
|         |      | Étendard de SAR la princesse Alexandra, l'Honorable Lady Ogilvy | Bannière aux armes de la princesse, les armoiries royales du Royaume-Uni avec un lambel blanc à cinq pendants, sur le 1er, 3e et 5e se trouve une croix rouge, sur le 2e et 4e une ancre bleue.                                                   |

### Autres
| Drapeau | Date | Utilisation | Description |
| ------- | ---- | --- | --- |
|         |      | Drapeau utilisé par le représentant du Roi, le Lord-Lieutenant, dans les comtés du Royaume-Uni. Exception : en Écosse, où est utilisé l'étendard royal d'Écosse | L'Union Flag, avec une épée horizontale en son centre, surmontée d'une couronne.                                        |
|         |      | Étendard du duché de Lancastre | L’étendard royal d'Angleterre, avec un lambel bleu à trois pendants, chacun des pendants contenant trois fleurs de lys. |
|         |      | Étendard du Lord Warden (gouverneur) des Cinq-Ports | Une bannière aux armes du Lord.                                                                                         |

## Drapeaux militaires
| Drapeau | Date   | Utilisation                                                    | Description |
| ------- | ------ | -------------------------------------------------------------- | --- |
|         |        | Pavillon de la Royal Navy                                      | Le White Ensign : Il est composé d'une croix de saint Georges rouge sur un fond blanc avec l'Union Jack dans le canton dessus gauche. |
|         |        | Drapeau de l'Armée de Terre Britannique - British Army         | Le blason de l'Armée Britannique centré sur un fond rouge.                                                                            |
|         | 1921   | Pavillon de la Royal Air Force                                 | Fond « gris-bleu Royal Air Force » avec une cocarde de la Royal Air Force avec l'Union Flag dans le canton.                           |
|         | 1956 – | Drapeau de l'État-Major Interarmes - Joint Services Flag       | Un drapeau tricolore horizontal, bleu foncé, rouge, bleu clair avec l'écusson de l'É.-M. Interarmes centré.                           |
|         |        | Pavillon de la Flotte Auxiliaire - Royal Fleet Auxiliary       | Un Blue Ensign avec une ancre jaune.                                                                                                  |
|         |        | Drapeau de la Légion royale britannique - Royal British Legion | Un Blue Ensign avec une bande jaune en travers, avec les mots « British Legion » et le nom de la section locale.                      |
|         |        | Drapeau de la Sécurité Civile britannique                      | Drapeau écartelé en bleu et jaune avec l'Union Jack dans le canton.                                                                   |
|         |        | Drapeau du Grand Amiral du Royaume-Uni                         | Une ancre couchée sur un fond écarlate.                                                                                               |

## Gouvernement et institutions
| Drapeau | Date | Utilisation                                                                                | Description |
| ------- | ---- | ------------------------------------------------------------------------------------------ | --- |
|         |      | Pavillon des douanes royales - His Majesty's Customs and Excise                            | Un Blue Ensign avec au centre le blason des Douanes. |
|         |      | Pavillon des Garde-Côtes - His Majesty's Coastguard                                        | Un Blue Ensign le blason des Garde-Côtes. |
|         |      | Pavillon de l'Agence écossaise de la pêche - Scottish Fisheries Protection Agency          | Un Blue Ensign avec le blason de l'Agence écossaise de la pêche |
|         |      | Commissaires des phares du Nord - Ensign of the Commissioners of the Northern Lights       | Un Blue Ensign avec un phare blanc. |
|         |      | Drapeau des commissaires des phares du Nord - Northern Lighthouse Board Commissioners Flag | Un White Ensign avec un Union Flag d'avant 1801 dans le canton, et un phare bleu foncé dans le centre ; c'est le seul drapeau de nos jours qui utilise le vieil Union Jack d'avant 1801. Il est porté sur les navires sur lesquels naviguent les commissaires. |
|         |      | Drapeau de la police - Metropolitan Police                                                 | Le blason de la police sur un fond bleu, avec des carrés blancs sur le bord. |

## Église
| Drapeau | Date | Utilisation                                            | Description |
| ------- | ---- | ------------------------------------------------------ | --- |
|         |      | Drapeau de la Communion anglicane                      | Un fond bleu avec le symbole de la Communion anglicane (une rose des vents surmontée par une mitre d'un évêque ; au centre est une croix de saint Georges). La devise grecque, Ἡ ἀλήθεια ἐλευθερώσει ὑμᾶς (« la vérité vous affranchira ») est une citation de Jean 8,32. |
|         |      | Drapeau de l'Église d'Écosse                           | Le drapeau d'Écosse avec un buisson ardent au centre. |
|         |      | Drapeau de l’abbaye de Westminster - Westminster Abbey | Les armes de la dynastie des Tudor entre des roses rouges, avec les armes d'Édouard le Confesseur au-dessus |
|         |      | Drapeau de l'Église au pays de Galles                  | |
|         | 1878 | Étendard de l'Armée du salut                           | |

## Drapeaux diplomatiques
| Drapeaux | Date | Utilisation                                                                                       | Description                                            |
| -------- | ---- | ------------------------------------------------------------------------------------------------- | ------------------------------------------------------ |
|          |      | Drapeau utilisé par les ambassades du Royaume-Uni (Les hauts-commissaires utilisent l'Union Jack) | L'Union Flag, avec au centre les armes du Royaume-Uni. |
|          |      | Drapeau utilisé par les Consulats.                                                                | L'Union Jack avec une couronne royale en son centre.   |
|          |      | Drapeau utilisé sur les navires consulaires britanniques.                                         | Un Blue Ensign avec les armes du Royaume-Uni.          |

## Îles anglo-normandes(dépendances de la Couronne et apanages)
| Drapeau | Date   | Utilisation                     | Description |
| ------- | ------ | ------------------------------- | --- |
|         | 1993 – | Drapeau d'Aurigny (Alderney)    | Une croix rouge sur un fond blanc avec un blason aux armes de l'île.                                                                                        |
|         | 1985 – | Drapeau de Guernesey (Guernsey) | Une croix dorée à l'intérieur d'une croix rouge, sur un fond blanc.                                                                                         |
|         | 1953 – | Drapeau de Herm                 | Une croix rouge sur un fond blanc, avec les armes de l'île dans le canton.                                                                                  |
|         | 1981 – | Drapeau de Jersey               | Une croix de saint André (Saltire) rouge sur un fond blanc, avec l'écusson de l'île.                                                                        |
|         | 1938 – | Drapeau de Sercq (Sark)         | Une croix rouge sur un fond blanc avec deux léopards dorés dans le canton à fond rouge. Il s'agit, à l'origine, du drapeau personnel du seigneur des lieux. |

## Île de Man(dépendance de la Couronne)
| Drapeau | Date   | Utilisation             | Description                   |
| ------- | ------ | ----------------------- | ----------------------------- |
|         | 1226 – | Drapeau de l'Île de Man | Un triskell sur un fond rouge |

## Territoires d'outre-mer
En 1999, les drapeaux maritimes des territoires d'outre-mer de la Grande-Bretagne furent mis à jour à la demande du ministère de la Défense britannique (MOD). Les cercles blancs furent enlevés et le blason de chaque territoire agrandi pour faciliter l'identification. Comme le MOD n'avait l'autorité sur les drapeaux maritimes, les gouvernements des territoires d'outre-mer étaient toujours libres de continuer à utiliser les drapeaux avec les cercles blancs sur les terres. Ils se sont finalement convertis aux nouveaux drapeaux pour la plupart, après une plus ou moins longue période d'adaptation, cependant on peut toujours trouver des drapeaux de l'ancien style de temps en temps.  
| Drapeau | Date   | Utilisation                                                                        | Description |
| ------- | ------ | ---------------------------------------------------------------------------------- | --- |
|         |        | Drapeau utilisé à Akrotiri et Dhekelia, Chypre, ainsi que sur l'Île de l'Ascension | L'Union Flag est utilisé faute de drapeau territorial. |
|         | 1990 - | Drapeau d'Anguilla                                                                 | Un Blue Ensign orné des armes d'Anguilla. |
|         | 2013 - | Drapeau de l'île de l'Ascension                                                    | Un Blue Ensign orné des armes de l'île de l'Ascension. |
|         | 1910 - | Drapeau des Bermudes                                                               | Un Red Ensign orné des armes des Bermudes. |
|         | 1963 - | Drapeau du Territoire britannique antarctique                                      | Un White Ensign orné des armes du Territoire britannique antarctique. |
|         | 1990-  | Drapeau du territoire britannique de l'océan Indien                                | Un White Ensign avec six lignes ondulées bleues, ornée des armes du Territoire britannique de l'océan Indien.                                                                                        |
|         | 1960 - | Drapeau des îles Vierges britanniques                                              | Un Blue Ensign orné des armes des îles Vierges britanniques. |
|         | 1999 - | Drapeau des îles Caïmans                                                           | Un Blue Ensign orné des armes des îles Caïmanes. |
|         | 1999 - | Drapeau des îles Malouines (Falkland)                                              | Un Blue Ensign orné des armes des îles Malouines. |
|         | 1982 - | Drapeau de Gibraltar                                                               | Deux bandes horizontales, blanc en haut, double largeur, et rouge en bas, orné d'un château rouge à trois tours dans la bande blanche ; une clef dorée est accrochée à la porte centrale du château. |
|         | 1909 - | Drapeau de Montserrat                                                              | Un Blue Ensign orné des armes de Montserrat. |
|         | 1984 - | Drapeau des îles Pitcairn                                                          | Un Blue Ensign orné des armes des îles Pitcairn. |
|         | 1984 - | Drapeau de Sainte-Hélène                                                           | Un Blue Ensign orné des armes de Sainte-Hélène. |
|         | 1985 - | Drapeau de la Géorgie du Sud-et-les îles Sandwich du Sud                           | Un Blue Ensign orné des armes de Géorgie du Sud-et-les îles Sandwich du Sud. |
|         | 2002 - | Drapeau de Tristan da Cunha, dépendance de Sainte-Hélène                           | Un Blue Ensign orné des armes de Tristan da Cunha. |
|         | 1968 - | Drapeau des îles Turques-et-Caïques                                                | Un Blue Ensign orné des armes des îles Turques-et-Caïques. |

## Drapeaux des gouverneurs
Avant 1999 tous les drapeaux des gouverneurs avaient des plus petits cercles et une couronne verte extérieure, sans les anneaux dorés. Les dates ne reflètent pas ces changements mineurs.
| Drapeau | Date  | Utilisation                                                                              | Description |
| ------- | ----- | ---------------------------------------------------------------------------------------- | --- |
|         | 1990- | Drapeau personnel du gouverneur d'Anguilla.                                              | L'Union Flag orné des armes d'Anguilla. |
|         |       | Drapeau personnel du gouverneur des Bermudes                                             | L'Union Flag orné des armes des Bermudes. |
|         | 1962- | Drapeau personnel du commissionnaire pour le Territoire britannique antarctique          | L'Union Flag orné des armes du Territoire britannique antarctique. |
|         | 1990- | Drapeau du commissionnaire pour le Territoire britannique de l'océan Indien.             | Basé sur le modèle du Blue Ensign avec six lignes ondulées blanches, ornée des armes du Territoire britannique de l'océan Indien. Ce drapeau est également celui du Territoire. |
|         | 1971- | Drapeau personnel du gouverneur des îles Vierges britanniques                            | L'Union Flag orné des armes des îles Vierges britanniques. |
|         | 1971- | Drapeau personnel du gouverneur des îles Caïmanes                                        | L'Union Flag orné des armes des îles Caïmans. |
|         | 1948- | Drapeau personnel du gouverneur des îles Malouines (Falkland Islands)                    | L'Union Flag orné des armes des îles Malouines. |
|         | ? -   | Drapeau personnel du gouverneur de Gibraltar                                             | L'Union Flag orné des armes de Gibraltar. |
|         | ?     | Drapeau personnel du gouverneur de Montserrat                                            | L'Union Flag orné des armes de Montserrat. |
|         | ?     | Drapeau personnel du gouverneur des îles Pitcairn                                        | L'Union Flag orné des armes des îles Pitcairn. |
|         | ?     | Drapeau personnel du gouverneur de Sainte-Hélène, dépendances incluses.                  | L'Union Flag orné des armes de Sainte-Hélène. |
|         | 1999- | Drapeau personnel du commissionnaire pour la Géorgie du Sud-et-les îles Sandwich du Sud. | L'Union Flag orné des armes de Géorgie du Sud-et-les îles Sandwich du Sud. |
|         | 2002- | Drapeau personnel de l'administrateur de Tristan da Cunha.                               | L'Union Flag orné des armes de Tristan da Cunha. L’administrateur est subordonné au gouverneur de Sainte-Hélène.                                                                |
|         | ? -   | Drapeau personnel du gouverneur des îles Turques-et-Caïques                              | L'Union Flag orné des armes des îles Turques-et-Caïques. |

## Comtés historiques
| Drapeau | Date                             | Utilisation                                            | Description |
| ------- | -------------------------------- | ------------------------------------------------------ | --- |
|         | 2023-                            | Drapeau d'Aberdeenshire                                | Un château blanc avec couronne sur un fond or et purple |
|         | 2014-                            | Drapeau de l'île d'Anglesey                            | Un chevron jaune entre trois lions jaunes, tous sur un fond rouge. |
|         | 2023-                            | Drapeau de Banffshire                                  | Orange avec un soleil blanc au dessus des rayures blanches et bleues avec cinq cocardes divisées oranges-blanches en forme d'un viaduc |
|         | 2014-                            | Drapeau du Bedfordshire                                | Quarts rouges et jaunes divisés horizontalement, par des lignes ondulées bleues et blanches et verticalement par une bande noire comprenant trois coquillages blancs. Les quartiers rouges et jaunes sont les couleurs des Beauchamps, la famille dominante dans la région après l'arrivée des Normands en 1066. Les vagues représentent la rivière Ouse, les coquilles viennent des armes de la famille Russell, pour commémorer leurs services à l'État et au pays. |
|         | 2017-                            | Drapeau du Berkshire                                   | |
|         | 2023-                            | Drapeau de Berwickshire                                | Blue un avec saumon sautant en argent, au dessus de vert avec un épi de blé d'or argent, séparés part une chaîne en argent |
|         |                                  | Drapeau du Buckinghamshire                             | Rayures verticales noires et rouges avec un cygne blanc portant des chaînes dorées. |
|         |                                  | Drapeau du Caernarfonshire                             | Trois aigles dorés sur un fond vert |
|         | 2016-                            | Drapeau du Caithness                                   | Une croix scandinave bleue, bordée de jaune, sur un fond noir, et une galère avec un corbeau au canton |
|         | 2015-                            | Drapeau du Cambridgeshire                              | Les trois couronnes d'Est-Anglie au-dessus d'eau en or et blue-de-Cambridge |
|         | 2013-                            | Drapeau du Cheshire                                    | Trois gerbes et une épée en or sur un fond bleu |
|         | XIIe siècle                      | Drapeau de Saint Piran, le drapeau de la Cornouailles. | Une croix blanche sur un fond noir. |
|         | 2013-                            | Drapeau de Cumberland                                  | Trois parnassies au dessus des lignes ondulées bleues et blanches, sur un fond vert. |
|         | 2006-                            | Drapeau du Derbyshire (officieux)                      | Une croix verte bordée de blanc sur un fond bleu ciel, avec une rose Tudor dorée au centre. |
|         | 2003-                            | Drapeau du Devon, drapeau de Pétroc de Bodmin          | Une croix blanche bordée de noir sur un fond vert. |
|         | 2008-                            | Drapeau du Dorset                                      | Une croix blanche bordée de rouge sur un fond jaune. |
|         | 2013-                            | Drapeau du comté de Durham.                            | Un fond jaune et bleu partagé horizontalement, avec une croix pattée (appelée la croix de saint Cuthbert) dans les couleurs en revers. |
|         | 2018-                            | Drapeau de Lothian de l'Est                            | |
|         |                                  | Drapeau de l'Essex                                     | Trois cimeterres à lame blanche et poignée dorée sur un fond rouge. |
|         | 2015-                            | Drapeau du Flintshire                                  | |
|         | 2013-                            | Drapeau du Glamorgan                                   | Trois chevrons blancs sur un fond rouge. |
|         | 2008-                            | Drapeau du Gloucestershire                             | Une croix bleue bordée de beige sur un fond vert. |
|         | 2019-                            | Drapeau du Hampshire                                   | Un fond rouge et jaune partagé horizontalement, une couronne saxonne dans le fond rouge et une rose rouge dans le fond jaune. |
|         | 2019-                            | Drapeau du Herefordshire                               | La tête d'un taureau sur un fond rouge au dessus des lignes ondulées blanches et bleues |
|         | 2008-                            | Drapeau du Hertfordshire                               | Un cerf dans un écusson d'or, sur un fond des lignes ondulées blanches et bleues |
|         | 2009-                            | Drapeau du Huntingdonshire                             | Vert, avec un cor de chasse |
|         |                                  | Drapeau du Kent                                        | Un drapeau rouge avec un cheval blanc en son centre. |
|         |                                  | Drapeau du Kirkcudbrightshire                          | Blanc et vert avec la croix de saint Cuthbert |
|         | 2008-                            | Drapeau du Lancashire                                  | Une rose rouge sur un fond jaune. |
|         | 2021-                            | Drapeau de Leicestershire                              | Rouge et blanc; une quintefeuille percée d'hermine et un renard courant rouge |
|         | 2005-                            | Drapeau du Lincolnshire                                | Une croix rouge soulignée de jaune sur un fond bleu et vert, et une fleur de lys jaune au milieu de la croix. |
|         | 2015-                            | Drapeau de Merionethshire                              | Trois chèvres blanches dansantes avec la soleil |
|         |                                  | Drapeau du Middlesex                                   | Trois cimeterres à lame blanche et poignée dorée sous une couronne saxonne, sur un fond rouge. |
|         | 2011-                            | Drapeau du Monmouthshire                               | Trois fleurs de lys or sur un fond divisé verticalement bleu et noir |
|         | 2023-                            | Drapeau de Morayshire                                  | Haut et bas en orange et bleu divisés horizontalement par une lignes ondulée, avec une bande verte qui porte une gerbe d'or. |
|         | 2014-                            | Drapeau du Norfolk                                     | Une bande diagonale d'hermelin sur un fond divisé verticalement jaune et noir |
|         | 2014-                            | Drapeau du Northamptonshire                            | Une croix jaune bordée de noir sur un fond rouge foncé, avec une rose rouge et jaune au milieu de la croix. |
|         | VIIe siècle (forme moderne 1951) | Drapeau de la Northumbrie                              | Huit rectangles jaunes sur un fond rouge ; le canton (tout en haut à gauche) devrait être doré. |
|         | 2011-                            | Drapeau du Nottinghamshire                             | Une croix rouge bordée en blanc sur un fond vert, avec une silhouette de Robin des Bois en vert sur un bouclier blanc au centre |
|         | 2007-                            | Drapeau des Orcades                                    | Une croix scandinave bleue, soulignée de jaune, sur un fond rouge. |
|         | 2017-                            | Drapeau du Oxfordshire                                 | Blue-de-oxford, avec la tête d'un bœuf sur deux lignes ondulées en bande ; un chêne et une gerbe |
|         | 1988-                            | Drapeau du Pembrokeshire                               | Une croix jaune sur fond bleu, avec une rose écartelée de rouge et de blanc à son centre. |
|         |                                  | Drapeau du Rutland                                     | Treize glands et un fer de cheval en jaune sur un fond vert. |
|         | 1969-                            | Drapeau des Shetland                                   | Une croix scandinave blanche sur un fond bleu. |
|         | 2012-                            | Drapeau du Shropshire                                  | Une croix scandinave blanche sur un fond bleu. |
|         | 2013-                            | Drapeau du Somerset                                    | Un drapeau jaune avec un dragon rouge en son centre. |
|         | 2016-                            | Drapeau du Staffordshire                               | Un chevron rouge sur un fond jaune, chargé avec une corde nouée en jaune |
|         | 2017-                            | Drapeau du Suffolk                                     | Une couronne ouverte et deux flèches se croisant en jaune sur un fond bleu. |
|         |                                  | Drapeau du Surrey                                      | Échiqueté de blue et d'or: les héraldiques des de Warenne, Comtes de Surrey |
|         |                                  | Drapeau du Sussex                                      | Six oiseaux (merlettes) en or sur un fond bleu. |
|         |                                  | Drapeau du Sutherland                                  | Blanc, avec une croix scandinave noire et un sautoir noir et un soleil d'or à la conjonction |
|         | 2016-                            | Drapeau du Warwickshire                                | Un ours et tronc loqueteux blancs sur un fond rouge. |
|         | 2011-                            | Drapeau du Westmorland                                 | |
|         |                                  | Drapeau du Wiltshire                                   | |
|         | 2013-                            | Drapeau du Worcestershire                              | Deux rayures ondés de bleu sur un fond vert, avec trois poires noires sur un bouclier blanc au centre. |
|         |                                  | Drapeau du Yorkshire                                   | Une rose blanche sur un fond bleu foncé. |
|         | 2013-                            | Drapeau du East Riding of Yorkshire                    | Une rose blanche sur un fond parti verticalement bleu et vert |
|         | 2013-                            | Drapeau du North Riding of Yorkshire                   | Une croix bleue soulignée de jaune sur un fond vert, avec une rose blanche au milieu de la croix |
|         | 2013-                            | Drapeau du West Riding of Yorkshire                    | Une croix scandinave rouge sur un fond blanc, avec une rose blanche entre les raies du soleil en or au milieu de la croix |

## Régions
| Drapeau | Date | Utilisation           | Description |
| ------- | ---- | --------------------- | --- |
|         |      | Drapeau d'Est-Anglie. | Une croix de saint Georges rouge sur un fond blanc avec trois couronnes d'or sur un bouclier bleu au centre de la croix.                                       |
|         |      | Drapeau de la Mercie  | Une croix de saint André dorée sur un fond bleu (croix de saint Alban) ; drapeau traditionnel du royaume de Mercie, toujours élevé sur le château de Tamworth. |

## Villes, îles et municipalités
| Drapeau | Date  | Utilisation                      | Description |
| ------- | ----- | -------------------------------- | --- |
|         |       | Drapeau de la cité d'Aberdeen    | Trois châteaux à trois tours blancs, dedans un double-trécheur du même, tous sur un fond rouge.                                                            |
|         | 1977- | Drapeau de la cité de Birmingham | Détail du bouclier pris sur les armes de la cité de Birmingham.                                                                                            |
|         |       | Drapeau de la cité de Cardiff    | Un dragon rouge sur un mont vert, tenant le drapeau du Glamorgan et un poireau, tous sur un fond blanc                                                     |
|         |       | Drapeau de la Cité de Durham.    | Une croix rouge soulignée de blanc sur un fond noir. |
|         |       | Drapeau de la cité d'Édimbourg.  | Un château noir à trois tours sur une roche au naturel, avec la porte, les fenêtres, les toits des tours et les drapeaux de rouge, tout sur un fond blanc. |
|         |       | Drapeau de la cité de Lincoln    | Une croix rouge sur un fond blanc, avec une fleur de lys d'or au centre de la croix.                                                                       |
|         |       | Drapeau de la Cité de Londres    | Une croix rouge sur un fond blanc, avec une épée rouge dans le canton.                                                                                     |
|         |       | Drapeau de la cité de Portsmouth | Un croissant et une étoile de huit branches en jaune sur un fond bleu.                                                                                     |
|         |       | Drapeau du Sussex de l'Est       | Six oiseaux (merlettes) en or, sous une couronne du même, séparées par une bande ondée horizontale d'argent, tous sur un fond rouge.                       |
|         |       | Drapeau du Sussex de l'Ouest     | Un fond jaune et bleu partagé horizontalement, avec six oiseaux (merlettes) en or dans le fond bleu                                                        |
|         | 1938  | Drapeau de l'Île de Wight        | |
|         |       | Drapeau de la cité de York       | Une croix rouge sur un fond blanc, avec cinq léopards d'or sur la croix.                                                                                   |

## Drapeaux d’États basés sur le drapeau britannique (actuels et passés)

### Afrique du Sud

#### Drapeau national
| Drapeau | Date        | Utilisation                            | Description |
| ------- | ----------- | -------------------------------------- | --- |
|         | 1928 – 1994 | Drapeau historique de l'Afrique du Sud | Variante du drapeau des Pays-Bas, 3 bandes horizontales, orange, blanche et bleue, orné en son milieu de l'Union Jack avec à ses côtés le drapeau de l'État libre d'Orange et le drapeau du Transvaal. |

### Australie(Commonwealth of Australia)

#### Drapeau national et drapeaux militaires
| Drapeau | Date   | Utilisation                                     | Description |
| ------- | ------ | ----------------------------------------------- | --- |
|         | 1909 – | Drapeau de l'Australie                          | Blue Ensign avec quatre étoiles à sept branches, plus une cinquième à cinq branches formant la Croix du Sud, et, sous le canton, une autre grosse étoile à sept branches. |
|         | 1909 – | Pavillon marchand de l'Australie                | Red Ensign. |
|         | 1967 – | Pavillon de la Royal Australian Navy            | White Ensign. |
|         | 1982 – | Drapeau de l'Armée de l'Air australienne (RAAF) | De couleur « gris-bleu RAF » orné d'une cocarde en bas à droite. |

#### Drapeaux des États fédéraux
| Drapeau | Date   | État                                 | Description |
| ------- | ------ | ------------------------------------ | --- |
|         | 1876 – | Drapeau de la Nouvelle-Galles du Sud | Blue Ensign orné des armes de la Nouvelle-Galles-du-Sud : un rond blanc avec une croix de saint Georges au centre, dans chaque bras de la croix brille une étoile dorée, et au centre s'étire un lion anglais. |
|         | 1876 – | Drapeau du Queensland                | Blue Ensign orné des armes du Queensland : un rond blanc avec une croix de Malte bleue, surchargée d'une couronne rouge et or.                                                                                 |
|         | 1904 – | Drapeau de l'Australie-Méridionale   | Blue Ensign aux armes de l'Australie-Méridionale : un cercle jaune orné d'un aigle noir aux ailes déployées.                                                                                                   |
|         | 1876 – | Drapeau de la Tasmanie               | Blue Ensign orné des armes de la Tasmanie : un cercle blanc avec un lion rouge. |
|         | 1877 – | Drapeau de l'État de Victoria        | Blue Ensign avec une Croix du Sud surmontée d'une couronne. |
|         | 1875 – | Drapeau de l'Australie-Occidentale   | Blue Ensign orné des armes de l'Australie-Occidentale : un cercle doré avec un cygne noir. |

#### Drapeaux australiens historiques
| Drapeau | Date             | Utilisation                                                              | Description |
| ------- | ---------------- | ------------------------------------------------------------------------ | --- |
|         | vers 1823        | Drapeau national colonial d'Australie                                    | Une croix de saint Georges rouge sur un fond blanc avec quatre étoiles dans les bras de la croix.                          |
|         | à partir de 1831 | New South Wales Ensign après l'Australian Federation Flag (non officiel) | Une White Ensign avec une croix de saint George bleue ornée de cinq étoiles blanches, quatre dans les bras, une au centre. |
|         | ab 1851          | Drapeau de l'Anti Transport League                                       | La Blue Ensign avec cinq étoiles dorées.                                                                                   |

### Australasie (Australie &Nouvelle-Zélande)
| Drapeau | Date        | Utilisation | Description |
| ------- | ----------- | --- | --- |
|         | 1905 – 1912 | Drapeau de l'Australasie, utilisé pour les Jeux olympiques de 1908 et 1912, ainsi que pour la Coupe Davis de tennis entre 1905 et 1912. | La Blue Ensign ornée d'un cercle blanc dans lequel se trouve un écusson représentant la Croix du Sud, surmonté d'une couronne. |

### Canada

#### Drapeau historique
| Drapeau | Date                      | Utilisation                                             | Description |
| ------- | ------------------------- | ------------------------------------------------------- | --- |
|         | Cette version 1957 – 1965 | Drapeau colonial, et également utilisé à partir de 1931 | L'enseigne rouge ornée des armes du Canada : la partie supérieure est divisée en quatre quarts, symbolisant l'Angleterre, l'Écosse, la France et l'Irlande, la partie inférieure représente trois feuilles d'érable rouges sur un fond blanc. Les feuilles d'érable étaient vertes de 1921 à 1957, et absentes avant 1921. Les armes de 1868 à 1921 ont une forme différente, comportent 10 éléments (feuilles d'érable vertes et jaunes, fleurs de lys bleues, lions jaunes, chardons, bateau, poisson, croix anglaise) regroupés en 4 quarts représentant les 4 provinces fondatrices. |

#### Drapeaux de provinces canadiennes basés sur le modèle britannique
| Drapeau | Date | Province                           | Description |
| ------- | ---- | ---------------------------------- | --- |
|         | 1960 | Drapeau de la Colombie-Britannique | En haut de l'étendard l'Union Flag orné d'une couronne en son centre, en dessous quatre lignes ondulées bleues sur un fond blanc avec un soleil couchant jaune. |
|         | 1966 | Drapeau du Manitoba                | L'enseigne rouge ornée des armes du Manitoba : un écu, avec en haut une croix de saint Georges, et en dessous un bison.                                         |
|         | 1858 | Drapeau de la Nouvelle-Écosse      | Drapeau de l'Écosse avec inversion des couleurs et au centre l'écu des armoiries de l'Écosse.                                                                   |
|         | 1965 | Drapeau de l'Ontario               | L'enseigne rouge, ornée des armes de l'Ontario : un écu, avec en haut la croix de saint Georges, et en dessous trois feuilles d'érable dorées sur un fond vert. |
|         | 1980 | Drapeau de Terre-Neuve-et-Labrador | Le modèle en double croix s'inspire de l'Union Flag britannique.                                                                                                |

### Fidji

#### Drapeau national et drapeaux militaires
| Drapeau | Date   | Utilisation                            | Description |
| ------- | ------ | -------------------------------------- | --- |
|         | 1970 – | Drapeau national des îles Fidji        | L'enseigne bleue ornée des armes des îles Fidji : le lion britannique, au-dessus de la croix de saint Georges, dans les quartiers se trouvent une plantation de canne à sucre, un palmier, une colombe et un régime de bananes. |
|         |        | Drapeau commercial                     | L'enseigne rouge ornée des armes des Fidji. |
|         |        | Drapeau de l'Armée                     | L'enseigne bleue ornée des armes des Fidji. |
|         |        | Drapeau de la Marine                   | L'enseigne blanche sans croix de saint Georges, ornée des armes des Fidji. |
|         |        | Drapeau de l'Aviation civile des Fidji | Une croix de saint Georges bleu foncé bordée de blanc sur un fond gris bleu ; ornée des armes des Fidji, et l'Union Jack dans le canton.                                                                                        |

### Inde

#### Drapeaux militaires
| Drapeau | Date | Utilisation                           | Description                                                                                     |
| ------- | ---- | ------------------------------------- | ----------------------------------------------------------------------------------------------- |
|         |      | Drapeau de la Marine Indienne         | Blue Ensign, avec le drapeau indien dans le canton.                                             |
|         |      | Drapeau commercial                    | Red Ensign, avec le drapeau indien dans le canton.                                              |
|         |      | Drapeau de la Marine de guerre        | White Ensign, avec le drapeau indien dans le canton.                                            |
|         |      | Drapeau de l'Armée de l'Air indienne. | Fond bleu, orné d'une cocarde aux couleurs indiennes, et avec un drapeau indien dans le canton. |

### Nouvelle-Zélande

#### Drapeau national et drapeaux militaires
| Drapeau | Date   | Utilisation                             | Description                                                                                              |
| ------- | ------ | --------------------------------------- | --- |
|         | 1869 – | Drapeau national de la Nouvelle-Zélande | L'enseigne bleue ornée de quatre étoiles rouge bordées de blanc, en forme de Croix du Sud.               |
|         |        | Drapeau commercial                      | L'enseigne rouge ornée de quatre étoiles blanches, en forme de Croix du Sud.                             |
|         |        | Drapeau de la Marine de guerre          | L'enseigne blanche sans croix de saint Georges, ornée de quatre étoiles rouges en forme de Croix du Sud. |

#### Drapeaux des territoires dépendants
| Drapeau | Date   | Terriroire            | Description |
| ------- | ------ | --------------------- | --- |
|         | 1979 – | Drapeau des îles Cook | L'enseigne bleue ornée de 15 étoiles blanches en rond. |
|         | 1975 – | Drapeau de Niue       | Fond jaune, avec l'Union Jack dans le canton ; celui-ci est orné de quatre étoiles jaunes dans les bras, ainsi qu'une grosse étoile jaune dans un cercle bleu au centre. |

### Tuvalu

#### Drapeau national
| Drapeau | Date               | Utilisation      | Description                                                       |
| ------- | ------------------ | ---------------- | ----------------------------------------------------------------- |
|         | 1978 – 1995 1997 – | Drapeau national | L'enseigne bleue, en variante gris-bleu, ornée de 9 étoiles d'or. |

## Divers
| Drapeau | Date   | Utilisation                                                                                 | Description |
| ------- | ------ | ------------------------------------------------------------------------------------------- | --- |
|         |        | Enseigne officieuse de la Cornouaille                                                       | Une croix blanche sur un fond noir, avec l'Union Jack dans le canton.                                                              |
|         |        | Drapeau de la Société royale des bateaux de sauvetage - Royal National Lifeboat Institution | Une croix rouge bordée de bleu sur un fond blanc, avec les lettres RNLI en rouge dans chaque quartier, orné d'une ancre couronnée. |
|         | 2002 – | Drapeau de la Fédération des Jeux du Commonwealth                                           | |
|         |        | Drapeau de la brigade d'Ambulance St-John - St John Ambulance Brigade                       | |
|         |        | Drapeau de saint David                                                                      | Une croix dorée sur un fond noir.                                                                                                  |

## Drapeaux historiques

### Drapeaux nationaux et enseignes
| Drapeau | Date        | Utilisation | Description |
| ------- | ----------- | --- | --- |
|         | 1953 – 1972 | L'Ulster Banner — le Comité exécutif du Conseil Privé d'Irlande du Nord — l'ancien Gouvernement d'Irlande du Nord entre 1953 et 1972. Ce drapeau est toujours utilisé pour représenter l'Irlande du Nord lors d'évènements sportifs dans lesquels l'Irlande du Nord est en compétition, et donc considéré par beaucoup comme une bannière de fait. | Une croix rouge sur un fond blanc avec une main rouge, sur une étoile à six branches et couronnée, représentant les 6 comtés d'Irlande du Nord.                 |
|         | 1606 – 1801 | Drapeau du royaume de Grande-Bretagne | Première version de l'Union Flag utilisé en Angleterre à partir de 1606 et en Écosse à partir de 1707 — les drapeaux de l'Angleterre et de l'Écosse superposés. |
|         | 1606 – 1707 | L'Union Flag écossais | L'Union Flag tel qu'il a souvent été utilisé en Écosse avant 1707.                                                                                              |
|         | 1783 – 1922 | La croix de saint Patrick, le symbole de l'ordre de Saint-Patrick, qui est l'ordre de chevalerie britannique associé à l'Irlande. Utilisé pour représenter l'Irlande dans l'Union Flag et officieusement pour représenter l'Irlande dans l'acte d'Union - Act of Union et le Traité anglo-irlandais                                                | Une croix de saint André rouge sur un fond blanc. |
|         | 1620 – 1707 | L'enseigne rouge anglaise | L'enseigne rouge de la marine anglaise. |
|         | 1620 – 1707 | L'enseigne blanche anglaise | L'enseigne blanche de la marine anglaise. |
|         | 1620 – 1707 | L'enseigne bleue anglaise | L'enseigne bleue de la marine anglaise. |
|         | – 1707      | L'enseigne rouge écossaise, utilisée par la Marine écossaise | Une enseigne rouge avec le drapeau écossais dans le canton. |
|         | 1707 – 1801 | L'enseigne rouge de Grande-Bretagne | L'enseigne rouge avec la première version de l'Union Flag |
|         | 1707 – 1801 | L'enseigne blanche de Grande-Bretagne | L'enseigne blanche avec la première version de l'Union Flag |
|         | 1707 – 1801 | L'enseigne bleue de Grande-Bretagne | L'enseigne bleue avec la première version de l'Union Flag |
|         | 1649 – 1651 | Drapeau du Commonwealth of England | Une croix de saint Georges et une harpe d'Irlande côte-à-côte.                                                                                                  |
|         | 1651 – 1658 | Drapeau du Commonwealth of England | Une croix de saint Georges et une croix de saint André écartelées.                                                                                              |
|         | 1658 – 1660 | Drapeau du protectorat d'Irlande | L'Union Jack de 1606 avec une harpe irlandaise centrée. |

### Territoires d’Outre-mer
| Drapeau | Date                    | Utilisation          | Description |
| ------- | ----------------------- | -------------------- | ----------- |
|         | 1870 – 1873             | Drapeau de Hong Kong |             |
|         | 1910 – 1941 1945 – 1959 | Drapeau de Hong Kong |             |
|         | 1959 – 1997             | Drapeau de Hong Kong |             |

### Étendards royaux
| Drapeaux | Date        | Utilisation                                                                       | Description |
| -------- | ----------- | --------------------------------------------------------------------------------- | --- |
|          | 1406 – 1603 | Étendard royal d'Angleterre, utilisé en premier par le roi Henri IV d'Angleterre. | Les armes d'Angleterre écartelées avec l'étendard royal de France, la fleur de lys représentant les prétentions anglaises au trône de France. |
|          | 1814 – 1837 | Étendard royal de la maison de Hanovre de 1814 à 1837.                            | Une bannière aux armes du roi George III, le premier et quatrième quarts représentent 3 lions pour l'Angleterre, le second représente l'Écosse, le troisième l'Irlande, le tout surmonté du blason de Hanovre.                                                                 |
|          | 1857 – 1861 | Étendard d'Albert de Saxe-Cobourg-Gotha, époux de la reine Victoria               | Une bannière aux armes du prince consort. Le premier et quatrième quarts représentent les armes royales du Royaume-Uni avec un lambel blanc à trois pendants, sur celui du centre se trouve une croix rouge ; le second et troisième quarts représentent les armes de la Saxe. |
|          | 1901 – 1928 | Étendard d'Alexandra du Danemark, la reine Alexandra, épouse d'Edward VII         | Les armes royales du Royaume-Uni ornées des armes du roi du Danemark. |
|          | 1910 – 1953 | Étendard de Mary de Teck, la reine Mary, épouse de George V                       | Les armes royales du Royaume-Uni ornées des armes du prince Francis, duc de Teck (le père de la reine Mary) et de celles du prince Adolphe, duc de Cambridge, grand-père maternel de la reine Mary.                                                                            |
|          | 1936 – 2002 | Étendard de la reine mère Queen Elizabeth, épouse du roi George VI                | Les armes du Royaume-Uni ornées des armes du marquis de Strathmore. |
|          | 1948 – 2021 | Étendard du prince Philip, duc d'Édimbourg, époux d'Élisabeth II                  | Une bannière aux armes du duc d'Édimbourg ; le 1er quart représente le Danemark, le 2e la Grèce, le 3e la famille Mountbatten, le 4e Édimbourg. |
|          | 2000 – 2022 | Étendard du prince William avant de la succession de son père au trône            | Une bannière aux armes du duc de Cambridge ; les armoiries royales du Royaume-Uni avec un lambel blanc à trois pendants, sur le deuxième se trouve une coquille Saint-Jacques rouge en référence aux armes de la princesse Diana.                                              |

### Drapeaux des gouverneurs
| Drapeau | Date        | Utilisation | Description                                                     |
| ------- | ----------- | --- | --------------------------------------------------------------- |
|         | 1959 – 1997 | Drapeau utilisé sur la résidence du gouverneur de Hong Kong ainsi que sur sa voiture officielle durant la domination britannique - British rule            | L'Union Flag orné des armes de Hong Kong.                       |
|         | 1855 – 1947 | Drapeau utilisé par les gouverneurs-généraux, les gouverneurs, lieutenants-gouverneurs, commissionnaires-en-chef et autres officiels britanniques en Inde. | L'Union Jack orné d'une Star of India surmontée d'une couronne. |
|         | ? –         | Drapeau personnel du gouverneur d'Irlande du Nord | L'Union Jack orné des armes d'Irlande du Nord.                  |

### Divers
| Drapeau | Date        | Utilisation                                      | Description |
| ------- | ----------- | ------------------------------------------------ | --- |
|         | 1600 – 1858 | Drapeau de la English/British East India Company | 4 rayures blanches et 5 rouges, avec la croix de saint Georges dans le canton |
|         | 1707 – 1858 | Drapeau de la British East India Company         | 6 rayures blanches et 7 rouges avec l'Union Flag de Grande-Bretagne dans le canton. Est réputé être l'inspiration pour le Grand Union Flag qui à finalement abouti au drapeau des États-Unis d'Amérique. |
|         | 1816 –      | Drapeau de l'État américain d'Hawaii             | Huit bandes horizontales blanc, rouge bleu, l'Union Jack dans le canton. |
|         | 1801 – 1858 | Drapeau de la British East India Company         | 6 rayures blanches et 7 rouges avec l'Union Flag de Grande-Bretagne dans le canton. |
|         | 1888 – 1899 | Drapeau de la Royal Niger Company                | White Ensign avec un rond rouge divisé des trois mots dorés Ars, Jus et Pax. |
|         | 1801 – 1922 | Drapeau du lord-lieutenant d'Irlande             | L'Union Flag orné des armes d'Irlande. |
|         | 1910 – ?    | Drapeau de l'Empire britannique                  | Un drapeau non officiel créé pour représenter tous les dominions de l'Empire britannique. |